# Mint (앨리스 머튼의 음반)
《Mint》는 독일계 캐나다인 가수 앨리스 머튼의 데뷔 정규 앨범으로, 2019년 1월 18일 페이퍼 플레인스와 맘 + 팝 뮤직을 통해 발매되었다. 이 앨범에는 이전에 《No Roots》 EP에 수록되었던 싱글 〈No Roots〉와 〈Lash Out〉, 2018년 9월 7일 발매된 〈Why So Serious〉, 2018년 11월 30일 발매된 〈Funny Business〉가 포함되어 있다.
머튼은 2019년 말 앨범을 《Mint +4》라는 제목으로 재발매했으며, 여기에는 새로운 싱글 〈Easy〉를 포함한 4곡이 추가되었다.

## 배경
머튼은 《빌보드》와의 인터뷰에서 앨범에 추가될 또 다른 싱글에 대해 “지금 내가 가장 좋아하는 곡 중 하나다. 나는 이 곡을 언제나 들을 수 있다... 아마 11월쯤 발매하게 될 것 같다. 이 곡을 쓸 때 ‘그래, 이거 재밌다’라고 생각했다”라고 말했다. 또한 〈Why So Serious〉가 “‘〈No Roots〉 이후 원히트 원더가 아니냐’는 언론의 질문들에 대한 응답으로, 음악과 작은 팀을 통해 자신의 개성을 받아들이는 과정에서 나온 곡”이라고 밝혔다.

## 홍보

### 싱글
리드 싱글 〈No Roots〉는 2016년 12월 2일에 발매되었으며, 그녀의 데뷔 익스텐디드 플레이 《No Roots》에 수록되었다. 이 곡은 미국 얼터너티브 송 차트에서 1위를 차지했다. 2018년 5월 30일에는 앨범의 두 번째 싱글 〈Lash Out〉이 발매되었다. 세 번째 싱글 〈Why So Serious〉는 2018년 9월 7일에 발매되었으며, 머튼이 길을 걸으며 이상한 것들을 보는 모습을 담은 뮤직비디오가 함께 공개되었다. 네 번째이자 마지막 싱글인 〈Funny Business〉는 2018년 11월 30일에 발매되었다. 《Mint +4》에서 전체 다섯 번째 싱글로는 〈Easy〉가 발매되었다.

## 평가
| 총 점수         | 총 점수 |
| 출처            | 점수    |
| --------------- | ------- |
| 메타크리틱      | 74/100  |
| 평가 점수       |         |
| 출처            | 점수    |
| 올뮤직          | [ 11 ]  |
| 《익스클레임!》 | 7/10    |
| 《팝매터스》    | 8/10    |

《뉴욕 타임스》는 이 앨범을 두고 “중도 성향의 1980년대 팝을 디스코 템포와 약간의 서던 록 질감으로 풀어낸 고무적인 작품이다. 다시 말해, 하임, 조심하라.”라고 평했다.

## 곡 목록
모든 곡은 니콜라스 렙셔가 프로듀싱했으며, 〈Lash Out〉은 데이브 배셋과 공동으로, 〈Funny Business〉는 존 힐이 프로듀싱했다.
| #            | 제목                      | 작사·작곡                        | 재생 시간 |
| ------------ | ------------------------- | -------------------------------- | --------- |
| 1.           | 〈Learn to Live〉         | Alice Merton Nicolas Rebscher    | 3:56      |
| 2.           | 〈2 Kids〉                | Merton Rebscher                  | 3:31      |
| 3.           | 〈No Roots〉              | Merton Rebscher                  | 3:55      |
| 4.           | 〈Funny Business〉        | Merton John Hill                 | 3:05      |
| 5.           | 〈Homesick〉              | Merton Rebscher                  | 3:16      |
| 6.           | 〈Lash Out〉              | Merton David Bassett             | 3:14      |
| 7.           | 〈Speak Your Mind〉       | Merton Rebscher                  | 3:32      |
| 8.           | 〈I Don't Hold a Grudge〉 | Merton Hutchings Rebscher        | 3:39      |
| 9.           | 〈Honeymoon Heartbreak〉  | Merton Michelle Leonard Rebscher | 3:23      |
| 10.          | 〈Trouble in Paradise〉   | Merton Rebscher Tobias Kuhn      | 2:57      |
| 11.          | 〈Why So Serious〉        | Merton Rebscher                  | 3:43      |
| 총 재생 시간 | 총 재생 시간              | 총 재생 시간                     | 38:11     |

| #            | 제목                      | 작사·작곡                                                                   | 재생 시간 |
| ------------ | ------------------------- | --------------------------------------------------------------------------- | --------- |
| 5.           | 〈Easy〉                  | Merton Rebscher                                                             | 3:10      |
| 6.           | 〈Homesick〉              | Merton Rebscher                                                             | 3:16      |
| 7.           | 〈Lash Out〉              | Merton David Bassett                                                        | 3:14      |
| 8.           | 〈Keeps Me Awake〉        | Merton David Vogt Hannes Büscher Laila Samuels Philip Böllhoff Sipho Sililo | 3:11      |
| 9.           | 〈Speak Your Mind〉       | Merton Rebscher                                                             | 3:32      |
| 10.          | 〈I Don't Hold a Grudge〉 | Merton Hutchings Rebscher                                                   | 3:39      |
| 11.          | 〈Honeymoon Heartbreak〉  | Merton Michelle Leonard Rebscher                                            | 3:23      |
| 12.          | 〈PCH〉                   | Merton Bassett                                                              | 3:32      |
| 13.          | 〈Trouble in Paradise〉   | Merton Rebscher Tobias Kuhn                                                 | 2:57      |
| 14.          | 〈Why So Serious〉        | Merton Rebscher                                                             | 3:43      |
| 15.          | 〈Back to Berlin〉        | Merton                                                                      | 4:22      |
| 총 재생 시간 | 총 재생 시간              | 총 재생 시간                                                                | 52:26     |

## 차트
| 차트 (2019)                       | 최고 순위 |
| --------------------------------- | --------- |
| 오스트리아 앨범 (Ö3 오스트리아)   | 19        |
| 독일 앨범 (오피치엘레 탑 100)     | 2         |
| 이탈리아 앨범 (FIMI)              | 62        |
| 스코틀랜드 앨범 (OCC)             | 66        |
| 스위스 앨범 (슈바이처 히트파라데) | 21        |
| 영국 앨범 세일 (OCC)              | 63        |
| 영국 디지털 앨범 (OCC)            | 25        |
| 영국 인디펜던트 앨범 (OCC)        | 14        |
| 미국 탑 앨범 세일 (《빌보드》)    | 48        |
| 미국 히트시커스 앨범 (《빌보드》) | 3         |
| 미국 인디펜던트 앨범 (《빌보드》) | 13        |